# Bio Hunter
Bio Hunter (バイオ・ハンター Baio Hantā?) es una serie japonesa de manga escrita por Fujihiko Hosono. Cuenta la historia de dos biólogos moleculares, Koshigaya y Komada quienes asumen que los seres humanos con virus extraños que los hacen menos humanos y más demoníacos. Fue publicado en la revista de manga Scola de Comic Burger.
El manga además fue adaptado en un solo episodio OVA del anime de una hora, producida por Madhouse Studios y Toei Video, dirigido por Yuzo Sato y con guion por Yoshiaki Kawajiri. Se distribuye en Estados Unidos y Canadá por Urban Vision. El doblaje en Inglés es distribuido por MVM Films en el Reino Unido y por Madman Entertainment en Australia y Nueva Zelanda.

## Personajes
- Komada – Seiyū: Toshihiko Seki (japonés), Matt McKenzie (inglés)
- Koshigaya – Seiyū: Kazuhiko Inoue (japonés), Matt K. Miller (inglés)
- Sayaka – Seiyū: Yuko Minaguchi (japonés), Sherry Lynn (inglés)
- Bokuda – Seiyū: Chikao Ōtsuka (japonés), Mike Reynolds (inglés)
- Tabe – Seiyū: Tarô Ishida (japonés), Barry Stigler (inglés)
- Mikawa – Seiyū: Ryūzaburō Ōtomo (japonés), Jamie Hanes (inglés)
- Mary – Seiyū: Rei Igarashi (japonés), Barbara Goodson (inglés)
- Boss – Seiyū: Yutaka Shimaka (japonés), John Hostetter (inglés)
- Police Officer – Seiyū: Daiki Nakamura (japonés)